# Georg Richter (Architekt)

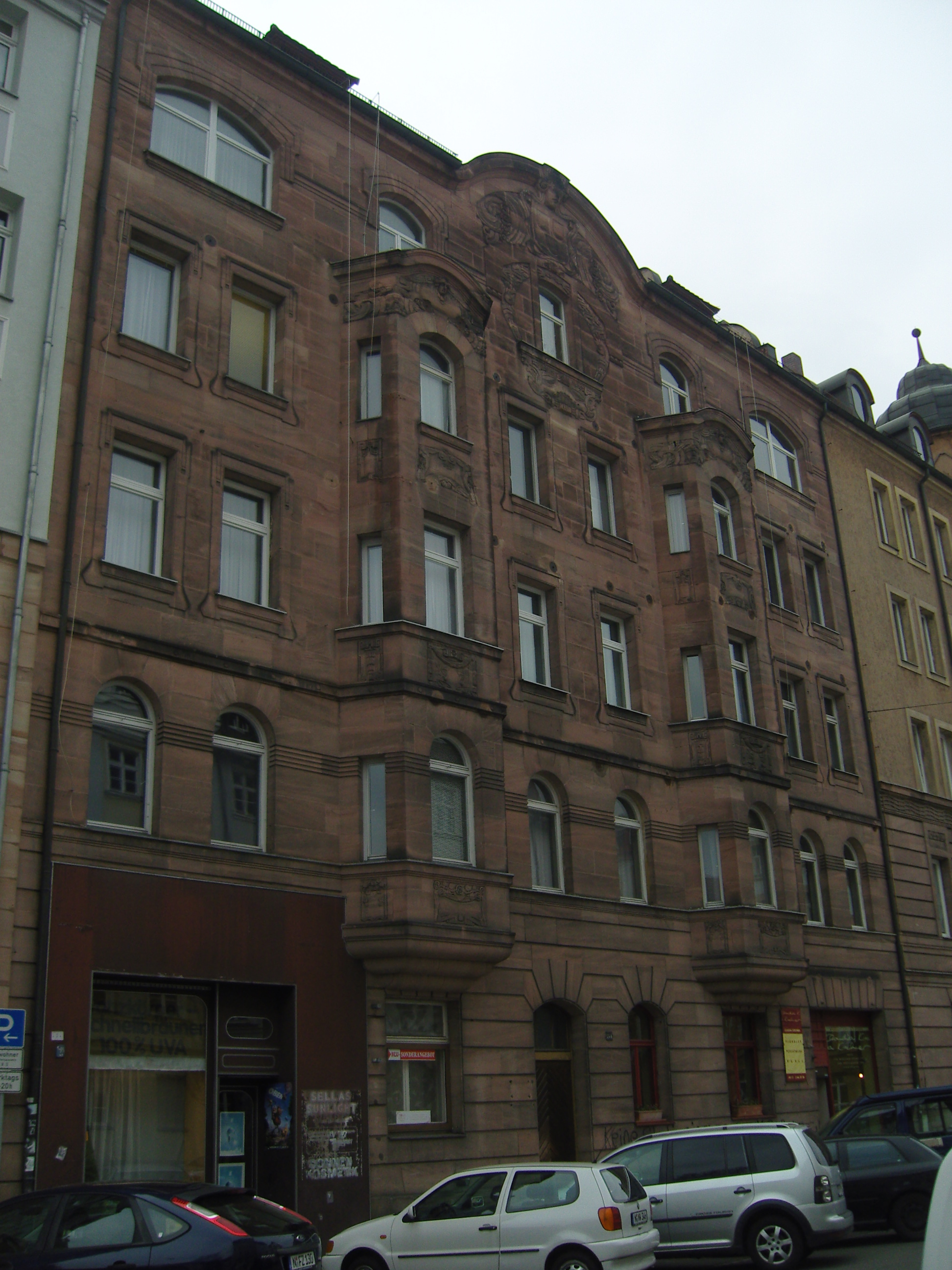
Denkmalgeschütztes Wohnhaus in der Meuschelstraße 30 in Nürnberg

Georg Richter (* 22. Juli 1859 in Nürnberg; † 28. Dezember 1931 ebenda) war ein deutscher Architekt, nach dessen Plänen zum Ende des 19. Jahrhunderts und zu Beginn des 20. Jahrhunderts verschiedene Gebäude in Nürnberg erbaut wurden.

## Stil
Richter baute sowohl in den Formen des Historismus und der Neugotik unter Verwendung barocker Elemente als auch des Jugendstils. Sein Werk weist ihn als Repräsentanten des Nürnberger Stils aus.

## Bauten in Nürnberg
- 1890/1891: Hotel Maximilian, Lorenzerstraße 31, am 1890 niedergelegten Marientor.
- 1893/1896: Hotel Roter Hahn, Königstraße 44/46 (im Zweiten Weltkrieg zerstört).
- 1904: Villa Virchowstraße 34.
- 1912: Fabrikanlage der Vereinigte Margarine-Werke Nürnberg (Resi-Margarinewerke), Klingenhofstraße 52ff.[1]